# Alex Kamstra
Alex Kamstra (Rotterdam, 12 december 1959) is een Nederlands voormalig voetballer die uitkwam voor PEC Zwolle '82 en Go Ahead Eagles. Hij speelde als verdediger.

## Statistieken
| Seizoen | Club            | Land      | Competitie     | Wed. | Goals |
| ------- | --------------- | --------- | -------------- | ---- | ----- |
| 1981/82 | PEC Zwolle      | Nederland | Eredivisie     | 30   | 4     |
| 1982/83 | PEC Zwolle '82  | Nederland | Eredivisie     | 34   | 4     |
| 1983/84 | PEC Zwolle '82  | Nederland | Eredivisie     | 28   | 3     |
| 1984/85 | Go Ahead Eagles | Nederland | Eredivisie     | 27   | 0     |
| 1985/86 | PEC Zwolle '82  | Nederland | Eerste divisie | 33   | 4     |
| 1986/87 | PEC Zwolle '82  | Nederland | Eredivisie     | 25   | 1     |
| 1987/88 | PEC Zwolle '82  | Nederland | Eredivisie     | 21   | 0     |
| Totaal  | Totaal          | Totaal    | Totaal         | 198  | 12    |